# セイディー・ヤンコ
セイディー・ヤンコ（Saidy Janko, 1995年10月22日 - ）は、スイス・チューリッヒ出身のサッカー選手。ガンビア代表。BSCヤングボーイズ所属、ポジションはDF、MF。

## 来歴

### セルティック
2015年7月1日、マンチェスター・ユナイテッドFCからセルティックFCへ完全移籍した。

#### バーンズリー
2016年8月31日、バーンズリーFCにレンタル移籍した。

#### サンテティエンヌ
2017年7月7日、リーグ・アンのASサンテティエンヌに4年契約で移籍することが発表された。

#### ポルト
2018年6月17日、FCポルトに5年契約で移籍した。

#### ノッティンガム
2018年8月31日、ノッティンガム・フォレストFCにレンタル移籍した。

#### バリャドリード
2020年10月1日、レアル・バリャドリードと4年契約を結んだ。

#### ボーフム
2022年6月27日、VfLボーフムに2023年6月30日までの買取オプション付きのレンタル移籍。

## 代表経歴
2021年10月9日、シエラレオネ代表との親善試合でガンビア代表デビューを果たした。

## タイトル
セルティック
- スコティッシュ・プレミアシップ: 2015-16, 2016-17
- スコティッシュカップ: 2016-17

ヤングボーイズ
- スイス・スーパーリーグ: 2019-20[7]
- スイス・カップ: 2019-20[8]